# Корсаков, Сергей Владимирович
Сергей Владимирович Корсаков (род. 1 сентября 1984, Фрунзе) — российский космонавт-испытатель отряда ФГБУ «НИИ ЦПК имени Ю. А. Гагарина». 127-й космонавт СССР/России (129-й гражданин СССР/России в космосе). До поступления в отряд космонавтов работал генеральным директором ООО «Инфо Капитал Групп». Герой Российской Федерации (2024) и Лётчик-космонавт Российской Федерации (2024).
18 марта 2022 года стартовал с космодрома Байконур на транспортном пилотируемом корабле «Союз МС-21» к Международной космической станции в качестве бортинженера № 1 корабля. Вернулся на Землю 29 сентября 2022 года. Продолжительность полёта составила более 194 суток.

## Ранние годы
Сергей Владимирович Корсаков родился 1 сентября 1984 года в городе Фрунзе (ныне — Бишкек), Киргизская ССР (ныне Республика Кыргызстан).
После окончания гимназии № 2 в городе Кимры Тверской области, поступил в Московский государственный технический университет имени Н. Э. Баумана. В 2006 году, после окончания университета с отличием по специальности «ракетные двигатели», получил второе высшее образование по специальности «менеджмент организации». Затем продолжил обучение в аспирантуре по тематике «ракетные двигатели».
До поступления в отряд космонавтов работал генеральным директором ООО «Инфо Капитал Групп».

### Космическая подготовка
В 2012 году Сергей Корсаков принял участие в первом открытом конкурсе по отбору в отряд космонавтов России. 8 октября 2012 года решением Межведомственной комиссии был допущен в числе 9 претендентов к прохождению общекосмической подготовки.
26 октября 2012 года назначен на должность кандидата в космонавты-испытатели отряда космонавтов ФГБУ «НИИ ЦПК имени Ю. А. Гагарина».
В феврале 2013 года С. Корсаков вместе с кандидатами в космонавты Дмитрием Петелиным и Николаем Чубом участвовал в двухсуточной тренировке по отработке действий после приземления экипажа в лесисто-болотистой местности зимой.
16 июня 2014 года решением Межведомственной квалификационной комиссии ему была присвоена квалификация «космонавт-испытатель», 15 июля 2014 года назначен на должность космонавта-испытателя.
В августе 2014 года принял участие в трёхнедельной специальной парашютной подготовке космонавтов на базе мензелинского филиала центрального аэроклуба Республики Татарстан ДОСААФ России, в октябре участвовал в тренировках по действиям экипажа в случае нештатной посадки в гористой местности в районе перевала гор Кавказского хребта.
В июне 2016 года входил в состав международного экипажа экспедиции CAVES 2016, которая провела недельную тренировку в пещере на острове Сардиния на глубине около 800 метров.
В августе 2018 года на самолёте-лаборатории ЦПК Ту-134ЛК участвовал в тренировочных полётах по проведению визуально-инструментальных наблюдений Земли в районах Восточной Сибири, Дальнего Востока, Сахалина и Камчатки.
В сентябре 2019 года вместе с Андреем Борисенко и Олегом Новицким, на базе Центра подготовки спасателей МЧС России в посёлке Красная Поляна, принял участие в тренировках по действиям в случае нештатной посадки в гористой местности. В октябре 2019 года прошёл полный цикл тренировок по «водному выживанию» («сухая», «длинная» и «короткая») на базе универсального морского терминала «Имеретинский» на Чёрном море в Адлерском районе Сочи.
В ноябре 2019 года появилось сообщение о назначении С. В. Корсакова бортинженером дублирующего экипажа корабля «Союз МС-17». 20 декабря 2019 года генеральный директор «Роскосмоса» Дмитрий Рогозин заявил, что корпорация приняла решение предоставить НАСА места на российских кораблях, старты которых запланированы на конец 2020 года («Союз МС-17») и на весну 2021 года («Союз МС-18»). Таким образом, Николай Чуб (готовился в качестве бортинженера-2 основного экипажа ТПК «Союз МС») и Сергей Корсаков (готовился в качестве бортинженера-2 дублирующего экипажа ТПК «Союз МС») уступили свои места американским астронавтам. Затем стало известно, что вместо Корсакова в состав основного экипажа космического корабля «Союз МС-18», отправляющегося к МКС 9 апреля 2021 года, войдёт астронавт NASA Марк Ванде Хай. 14 марта 2021 года глава Центра подготовки космонавтов Павел Власов рассказал, что Корсаков может первым из россиян полететь на МКС на американском корабле Crew Dragon или другом коммерческом корабле. Он уже прошёл «необходимые мероприятия» в NASA, нужные для изготовления космического снаряжения".

## Полёт
18 марта 2022 года в 18:55:19 мск с помощью ракеты носителя «Союз-2.1а» со стартовой площадки № 31 («Восток») космодрома Байконур был произведён запуск ТПК «Союз МС-21» с полностью российским экипажем: командир корабля — Олег Артемьев, бортинженеры Денис Матвеев и Сергей Корсаков (все трое выпускники МГТУ имени Баумана). Полёт экипажа корабля к станции проходил в полётных скафандрах «Сокол КВ-2». Сближение корабля с МКС прошло по «сверхбыстрой» двухвитковой схеме.
18 марта 2022 года в 22:06 мск была проведена стыковка корабля к узловому модулю «Причал» российского сегмента МКС. Стыковка проходила сначала в автоматическом режиме, затем космонавт Олег Артемьев состыковал корабль с МКС в ручном режиме. Это была первая стыковка корабля «Союз» к новому российскому модулю.
18 апреля 2022 года во время первого выхода космонавтов Артемьева и Матвеева в открытый космос для проведения работ первого этапа подготовки европейского дистанционного манипулятора ERA к эксплуатации на российском сегменте МКС, Корсаков контролировал ход работ космонавтов с борта МКС. 28 апреля во время второго выхода в открытый космос Артемьева и Матвеева, Корсаков с помощью внутреннего пульта управления ERA осуществил отстыковку концевого эффектора от стартовой такелажной точки, поворот кисти ERA для обеспечения доступа к приводу TRM, а затем — к замкам системы крепления манипулятора, после чего переместил манипулятор на базовые лётные точки (специальные платформы, цепляясь к которым рука сможет «шагать» по станции) модуля «Наука».
В ходе полёта, в свободное от основной деятельности на орбите, Сергей Корсаков снял видео и записал вокальную партию для клипа на песню «Звёзды» группы «Уматурман». Это первый российский видеоклип, фрагменты которого вместе со звуком были записаны на МКС в условиях невесомости. Презентация клипа состоялась в Музее космонавтики в Москве 31 октября 2022 года.
29 сентября 2022 года в 13:57:11 мск спускаемый аппарат пилотируемого корабля «Союз МС-21» («С. П. Королев») с экипажем 67-й длительной экспедиции на Международной космической станции приземлился в районе казахстанского города Жезказган. Продолжительность полёта составила 194 суток 19 часов 1 минута.
Статистика полётов
| # | Стартовый корабль | Старт, UTC        | Экспедиция            | Корабль посадки | Посадка, UTC      | Полёт                       | Выходы в открытый космос | Время в открытом космосе |
| - | ----------------- | ----------------- | --------------------- | --------------- | ----------------- | --------------------------- | ------------------------ | ------------------------ |
| 1 | Союз МС-21        | 18.03.2022, 15:55 | Союз МС-21, МКС-66/67 | Союз МС-21      | 29.09.2022, 15:57 | 194 суток 19 часов 1 минута | 0                        | 0                        |

## Награды
- Герой Российской Федерации (15 февраля 2024 года) — за мужество и героизм, проявленные при осуществлении длительного космического полёта на Международной космической станции.
- Лётчик-космонавт Российской Федерации (15 февраля 2024 года) — за мужество и героизм, проявленные при осуществлении длительного космического полёта на Международной космической станции[14].